# Myrrhe
Pour les articles ayant des titres homophones, voir Mir et Mire.

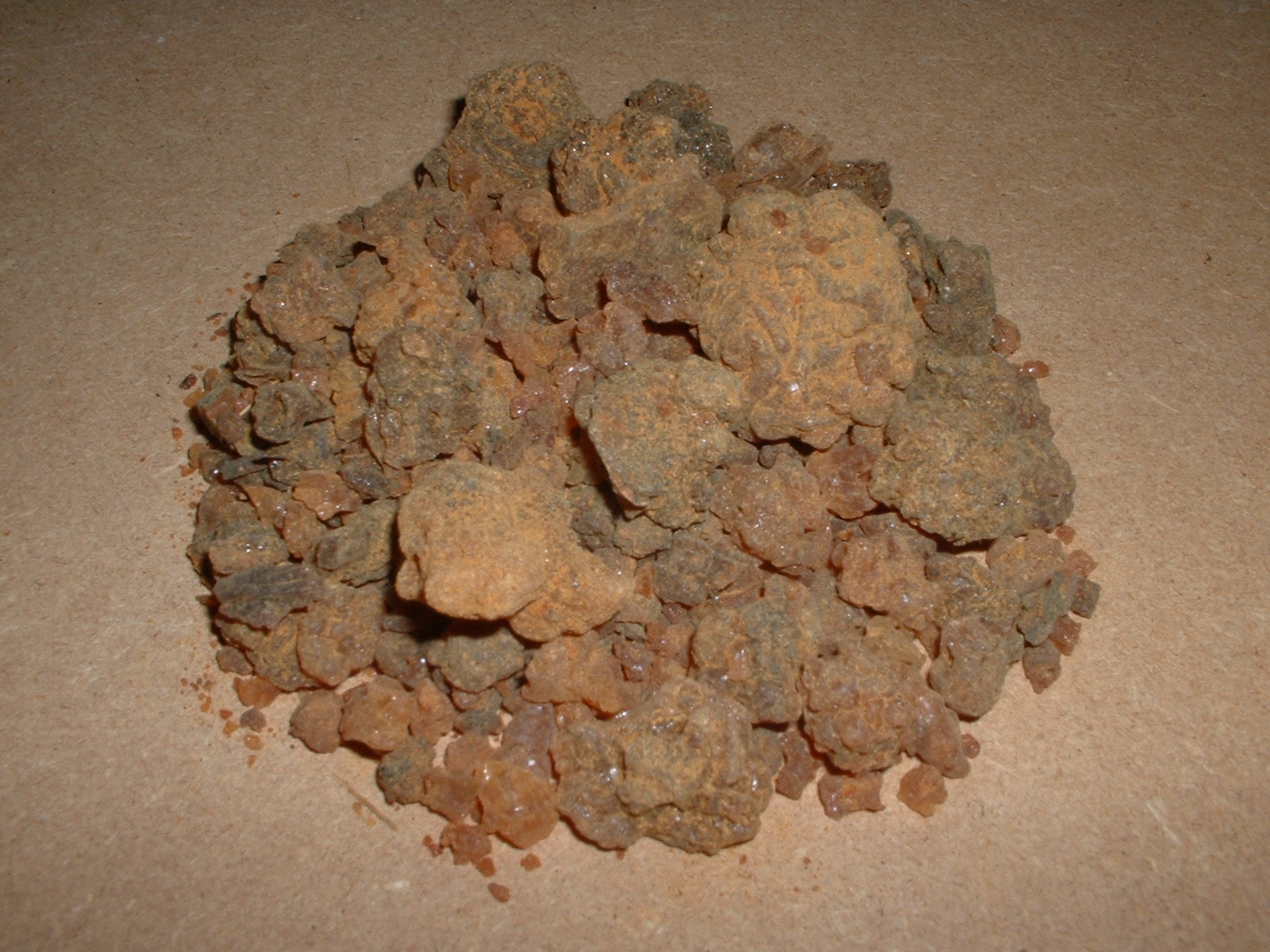
100 g de résine de myrrhe.

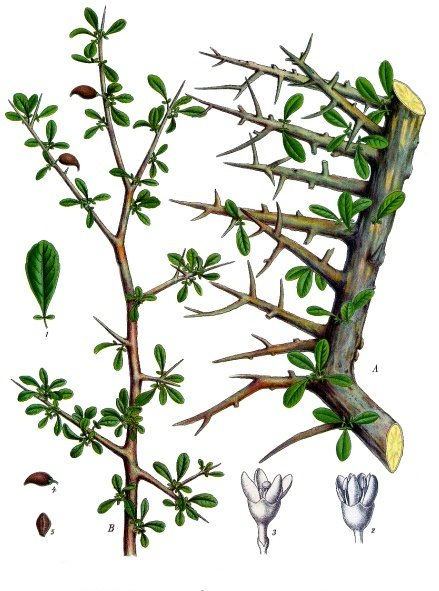
L'arbre à myrrhe, Commiphora myrrha.

La myrrhe est une gomme-résine aromatique produite par l'arbre à myrrhe (Commiphora myrrha ou Commiphora molmol, appelé aussi « myrrhe »).
Le substantif féminin,, myrrhe (prononcé [miʁ]) est un emprunt,, par l'intermédiaire du latin myrrha, au grec μύρρα, de même sens. L'étymon est certainement dérivé de la racine sémitique mrr « être amer » (une des composantes de l'odeur de la myrrhe) attesté dans toutes les langues sémitiques anciennes (hébreu : mōr).
Une gomme à peu près similaire, le baume de La Mecque, est produite par Commiphora opobalsamum. Elle pouvait être un des multiples constituants de la thériaque de la pharmacopée maritime occidentale au XVIIIe siècle.

## Histoire
L'histoire de la myrrhe est aussi ancienne que celle de l'encens. Les Égyptiens la connaissent il y a quatre millénaires et en faisaient un des composants du kyphi. Elle était également utilisée dans les embaumements. Selon Hérodote, le jeune Phénix embauma ainsi la dépouille de son père dans un « œuf de myrrhe ».
Pour les Hébreux, la myrrhe est l'un des principaux composants d'une huile d'onction sainte. À ce titre, elle fait partie des cadeaux apportés à Jésus par les rois mages, ce que rapporte l'Évangile selon Matthieu (2,11) qui ne précise d'ailleurs ni leur nombre, ni leurs noms. Mais une tradition apocryphe indique que le roi mage Balthazar apporta de la myrrhe en offrande, signe d'une souffrance future, alors que Melchior offrit de l'or (symbole de royauté) et Gaspard de l'encens (symbole de divinité). Du vin mêlé de myrrhe a été proposé à Jésus (qui l'a refusé) avant sa crucifixion pour atténuer les douleurs immenses de ce supplice,.
Ce parfum est parfois aussi associé à l'érotisme : il est mentionné sept fois dans le Cantique des cantiques, par exemple dans le verset 1,13 : « Mon bien-aimé est pour moi un bouquet de myrrhe, qui repose entre mes seins ».
Les Grecs l'ont aussi associée à une légende : Myrrha était la fille de Cinyras, roi de Chypre. Des Gorgones la poussèrent à avoir des relations incestueuses avec son père. Après quoi elle fut transformée en arbre à myrrhe, dont l'écorce se fendit pour donner naissance à Adonis. Les Grecs ont fait un grand usage de la myrrhe, allant jusqu'à en parfumer leur vin. Poséidon est notamment associé à la fumigation de myrrhe dans la prière qui lui est dédiée parmi les Hymnes orphiques.

## Fabrication
La gomme résineuse est récoltée sur le tronc de l'arbre d'où elle suinte naturellement. La gomme liquide durcit à l'air pour former des concrétions brun-rouge pouvant parfois atteindre une masse de plus de 200 grammes.
Elle est ensuite distillée en une huile essentielle épaisse de couleur orangée. Une couleur foncée ou une trop grande fluidité indique l'altération par un solvant.
La myrrhe était transportée, depuis les lieux de production situés dans l'actuel Yémen, par les caravanes de chameaux des Nabatéens jusqu'à Pétra, à partir de laquelle elle était redistribuée dans tout le bassin méditerranéen. Ce commerce déclina avec l'arrivée du christianisme ; en effet, même si « l'utilisation d'encens était acceptée dans l'Église catholique, l'église chrétienne primitive du temps de l'Empire romain avait interdit son usage, ce qui mena à un rapide déclin de son commerce ».
La forte demande, la difficulté d'augmenter la production ainsi que les contraintes liées au transport ont fait de la myrrhe un produit particulièrement coûteux, qui se négociait au même prix, au poids, que l'or.

## Utilisation
C'est surtout la parfumerie qui continue à en faire la gloire, notamment dans les parfums de type oriental, où elle accroît la sensualité des notes de rose.
Elle entre dans la composition de la Bénédictine.
En aromathérapie, on extrait une huile essentielle de cette gommo-oléorésine.
La myrrhe, astringente, est utilisée dans le traitement des ulcères de la bouche et des gencives.
Citée par Pline l'Ancien, la myrrhe dite troglodytique est un des nombreux constituants de la thériaque selon Maistral, médecin de marine.
La myrrhe est utilisée depuis l'Antiquité comme abortif.

## Principaux composants
2-méthyl-5-isopropényl furane, delta élémène, bêta élémène, alpha copaène, curzérène, curzérénone, méthyl-isobutyl cétone, 3-méthyl-1,2-buténal[réf. nécessaire].

Myrrhol, contenant des santalènes, bergamotènes, farnésènes, furanodiènes ; terpènes, triterpènes, sesquiterpènes
furanosesquiterpènes, aldéhydes et acides.

## Propriétés et applications
- Propriétés
Anti-infectieuse,  parasiticide (ascaris), aseptisante, expectorante[réf. nécessaire], emmenagogue[15][réf. à confirmer], antivirale, Hormone like, thyréomodératrice, anaphrodisiaque, anti-inflammatoire, vulnéraire[réf. nécessaire][16].
- Applications
bronchite, ulcère cutané, pied d'athlète[réf. nécessaire], vermifuge[15][réf. à confirmer], Diarrhées, dysenterie, séquelles d'hépatites virales,  hyperthyroïdie, réduction de l'excitation sexuelle.[réf. nécessaire]

La myrrhe est utilisée en médecine ayurvédique dans le traitement de l'obésité, de l'arthrite rhumatoïde et des maladies liées à l'accumulation de toxines. En Afrique, la médecine traditionnelle l'utilisait dans le traitement des parasitoses. Elle est présente dans plusieurs préparations cosmétiques (atténuation des rides et vergetures) et dermatologiques (pour ses propriétés antifongiques[réf. nécessaire]), ainsi que dans le traitement de la sphère ORL[réf. à confirmer].